# Provinz Safi

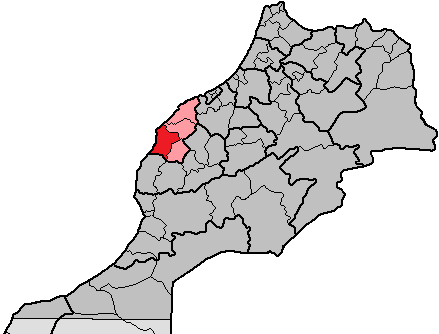
Provinz Safi in der ehemaligen Region Doukkala-Abda

Safi (arabisch إقليم آسفي) ist eine knapp 4100 km² umfassende Provinz mit etwa 700.000 Einwohnern in der heutigen Region Marrakesch-Safi im Westen Marokkos an der Küste des Atlantik. Durch die Abspaltung der Provinz Youssoufia im Jahr 2009 wurde sie verkleinert. Seit 2015 gehört sie zur Region Marrakesch-Safi (davor zu Doukkala-Abda) und liegt südwestlich von Casablanca.

## Geographie

### Lage
Die Provinz erstreckt sich entlang eines ca. 120 km langen Küstenstreifens am Atlantik. Die meisten Orte im Hinterland liegen in einer Höhe von etwa 150 bis 300 m ü. d. M.; die höchsten Erhebungen der Provinz mit ca. 500 bis 600 m ü. d. M. befinden sich im bergigen Grenzgebiet zur südwestlich angrenzenden Provinz Essaouira. Abgesehen von einigen sich nur nach starken oder länger anhaltenden Regenfällen bildenden Bächen gibt es in der Provinz keinen größeren Fluss.

### Klima
Das Klima der Provinz ist in hohem Maße vom Atlantik beeinflusst und für marokkanische Verhältnisse eher gemäßigt.

## Orte (Auswahl)
Nur die Städte Safi, Jamaat Shaim und Sebt Gzoula sind als städtische Siedlungsgebiete (municipalités) eingestuft; die anderen Orte gelten als Landgemeinden (communes rurales).

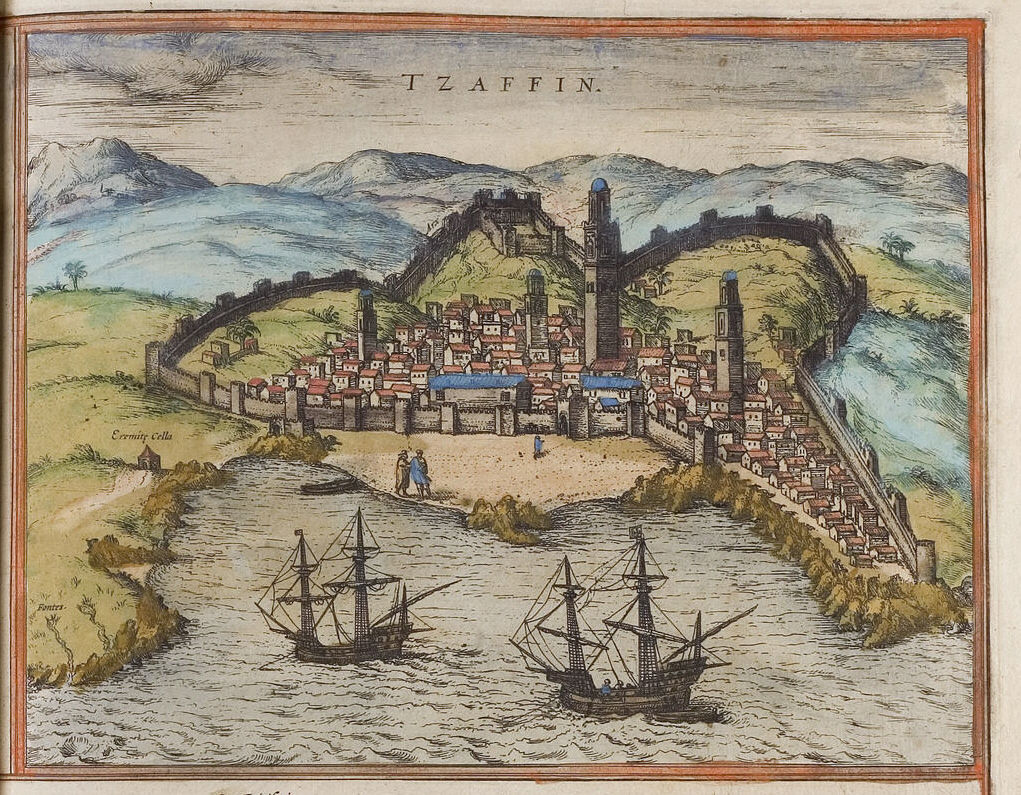
Phantasievolle Zeichnung von 'Tzaffin' aus dem Jahr 1572

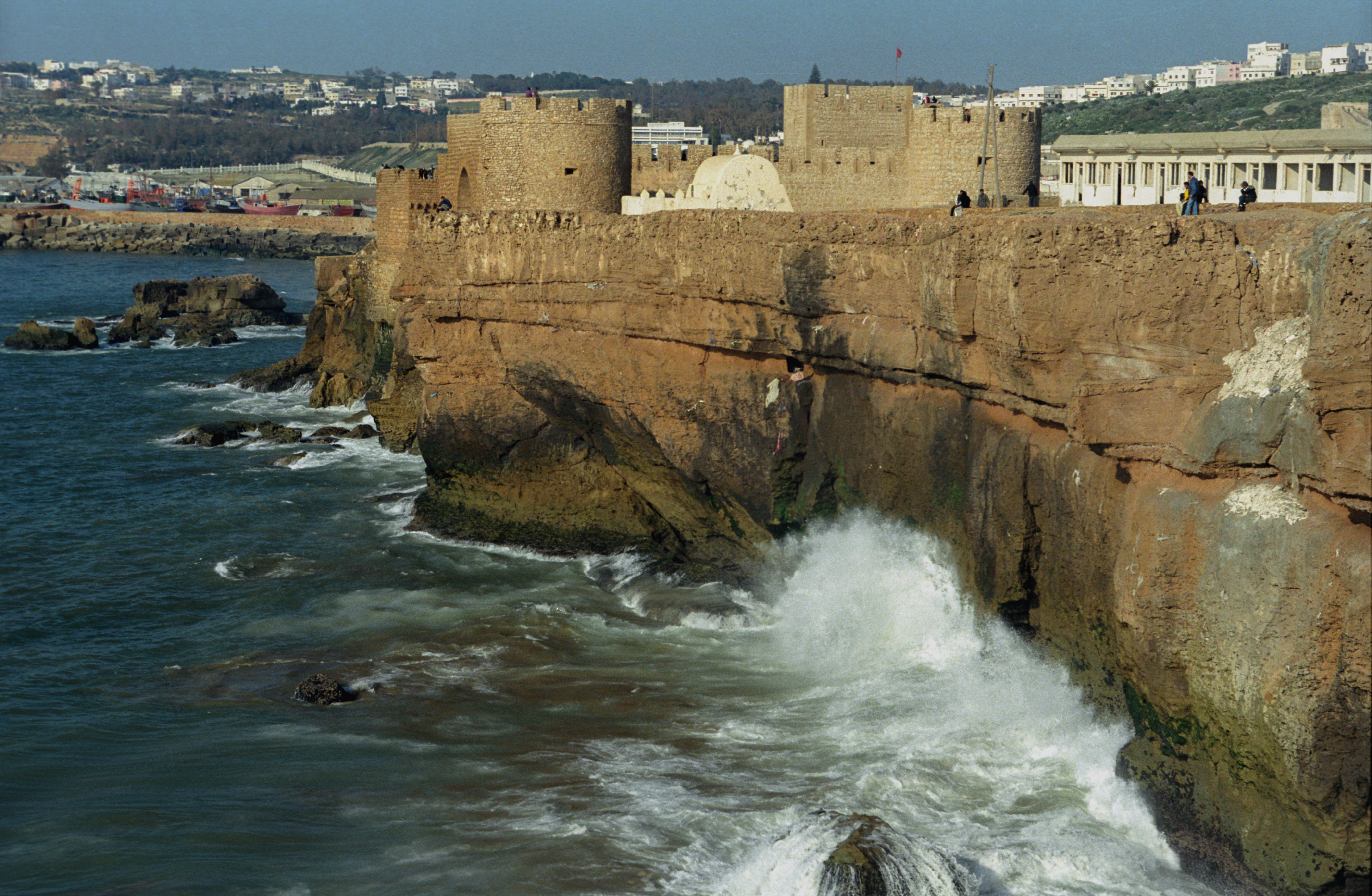
Safi – Meeresschloss (Dar-el-Bahr)

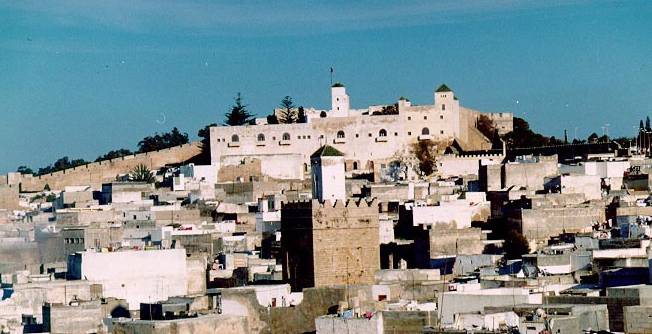
Safi – Blick über die Altstadt (Medina) mit dem almohadischen Minarett der Großen Moschee auf die Kechla

| Gemeinde         | Einwohner 1994 | Einwohner 2004 | Einwohner 2014 |
| ---------------- | -------------- | -------------- | -------------- |
| Safi (M)         | 262.276        | 284.750        | 308.508        |
| Jamaat Shaim (M) | 13.548         | 15.325         | 11.251         |
| Sebt Gzoula (M)  | 10.363         | 13.943         | 18.543         |
| Bouguedra        | 21.457         | 21.700         | 16.014         |
| Lamrasia         | 15.639         | 16.812         | 18.335         |
| Lamaachate       | 12.463         | 13.892         | 15.389         |
| Ayir             | 20.586         | 24.176         | 27.608         |
| Hrara            | 20.894         | 23.711         | 26.103         |
| Saadla           | 13.475         | 14.988         | 16.633         |

## Wirtschaft
Die Bewohner der an der Küste Provinz leben in hohem Maße vom Fischfang; die Landwirtschaft, zu der auch die Viehzucht gehört, wird überwiegend im Hinterland betrieben – hier werden auch Kapern für den Export gepflückt. Größere Unternehmen gibt es nur in der Umgebung von Safi; die Stadt zieht auch einheimische und internationale Touristen an und bietet eine entsprechende Infrastruktur.

## Geschichte
Aus der älteren und mittelalterlichen Geschichte der Region ist mangels schriftlicher Aufzeichnungen nur wenig bekannt. Mitte des 15. Jahrhunderts wurde Safi von den Portugiesen gegründet; der Stützpunkt konnte noch bis zum Beginn des 17. Jahrhunderts gehalten werden.

## Sehenswürdigkeiten
Die wichtigsten Sehenswürdigkeiten befinden sich allesamt in der Stadt Safi: Das von den Portugiesen erbaute Meeresschloss (Dar el Bahr) befindet sich unmittelbar oberhalb eines zur Meerseite steil abfallenden Felsens. Die Chapelle Portugaise ist ein nur zum kleinen Teil erhaltener Kirchenbau im Manuelinischen Stil vom Beginn des 16. Jahrhunderts. In der Kechla befindet sich ein Museum für Keramikkunst.
Im Südwesten der Provinz, bei der Mündung des Oued Tensift erheben sich die Mauern der im frühen 16. Jahrhundert erbauten portugiesischen Festung Souira Kedima.